# Joseph Perlau
Joseph Perlau, né le 9 juin 1799 à Bruxelles, où il est mort le 12 décembre 1841, est un peintre belge, connu pour ses paysages.
Les Musées royaux des Beaux-Arts de Belgique conservent le Paysage qu'il expose au Salon de Bruxelles de 1836 et pour lequel la critique s'est montrée élogieuse.

## Biographie

### Famille
Joseph (Hugues Nicolas Marie Joseph) Perlau, né rue de la Renommée à Bruxelles le 9 juin 1799, est le fils d'Hugues Léopold Perlau, homme de loi, natif de Mons et de Marie Catherine Bigarez (1770-1847), native de Bruxelles, où ils se sont mariés, paroisse de Bruxelles-Chapelle le 30 juin 1793,.

### Formation
En 1812, Joseph Perlau est étudiant à Bruxelles, où ses deux frères aînés sont écrivains. Il se forme ensuite auprès du peintre animalier renommé, Jean-Baptiste De Roy.

### Carrière
Sa brève carrière est marquée par le succès qu'il connait au Salon de Bruxelles de 1836, en obtenant une médaille de bronze dès sa première participation à un salon triennal belge et par l'achat subséquent par le gouvernement belge du plus grand des tableaux qu'il a exposés.
Joseph Perlau, célibataire, meurt, à l'âge de 42 ans, à son domicile rue de l'Observatoire, no 20, à Bruxelles, le 12 décembre 1841,.

## Œuvre

### Caractéristiques
Joseph Perlau appartient à l'école des paysagistes belges du second quart du XIXe siècle, où les sites classiques sont animés par la présence d'animaux, essentiellement des vaches et des moutons. Parfois, les paysages sont couverts par un ciel d'orage.
À l'instar de nombreux artistes, Joseph Perlau recourt au talent d'Eugène Verboeckhoven, peintre animalier renommé. Ils cosignent un paysage vallonné, orné de figures et d'animaux conservé aux Musées royaux des Beaux-Arts de Belgique.

### Réception critique
Lorsqu'il expose deux paysages au Salon de Bruxelles de 1836, sa première participation à un salon triennal belge qui lui vaut une médaille de bronze, est favorablement remarquée par le critique Louis Alvin qui estime que Joseph Perlau marche, par la réunion d'éléments sublimes tirés de la nature elle-même, dans la tradition des Claude Gellée et Nicolas Poussin. Ses premiers coups d'essai valent presque des coups de maître. Son plus grand tableau (acquis par l'État) a de la grandeur de style et de la richesse de composition. Les belles lignes de son horizon sont bien coupées par les lignes des montagnes et des massifs d'arbres. Les plans s'enfoncent et se déroulent avec une certaine magnificence. La perspective aérienne est bien sentie. L'auteur n'a pas mis son effet dans une opposition de lumière et d'ombre, il l'a attendu de la composition et du dessin, et il a réussi. Ses arrière-plans paraissent la partie la plus remarquable de son œuvre : ils sont à la fois vaporeux et pleins d'air et de lumière. Les premiers plans ont un peu de sècheresse. Le feuillé du grand arbre à droite est lourd et manque de caractère.

### Expositions
- Salon de Bruxelles de 1836 : deux paysages, dont le plus grand est acquis par le gouvernement belge et le plus petit appartient à M. Van Becelaere[8].
- Exposition de l'Institut des Beaux-Arts de Bruxelles de 1837 : trois paysages, dont Paysage au fleuve[9].
- Salon de Gand (XVII) de 1838 : Paysage[10].
- Salon de Bruxelles de 1839 : trois paysages, dont Le Passage du gué[11].

### Collections muséales
- Musées royaux des Beaux-Arts de Belgique (Bruxelles) : Paysage, en collaboration avec Eugène Verboeckhoven (1836), huile sur toile, inventaire no 1184, format 126 × 168 cm, exposé au Salon de Bruxelles de 1836 acquis en 1850[4].

### Biographie
- Louis Alvin, Compte-rendu du salon d'exposition de Bruxelles, Bruxelles, JP Meline, 1836, 517 p. (lire en ligne).
- Patrick Berko et Viviane Berko, Dictionnaire des peintres d'animaux belges et hollandais nés entre 1750 & 1880, Knokke, Berko, coll. « Fine Arts », 1998, 545 p. (ISBN 978-9027452405).